# Chrysophyllum cainito

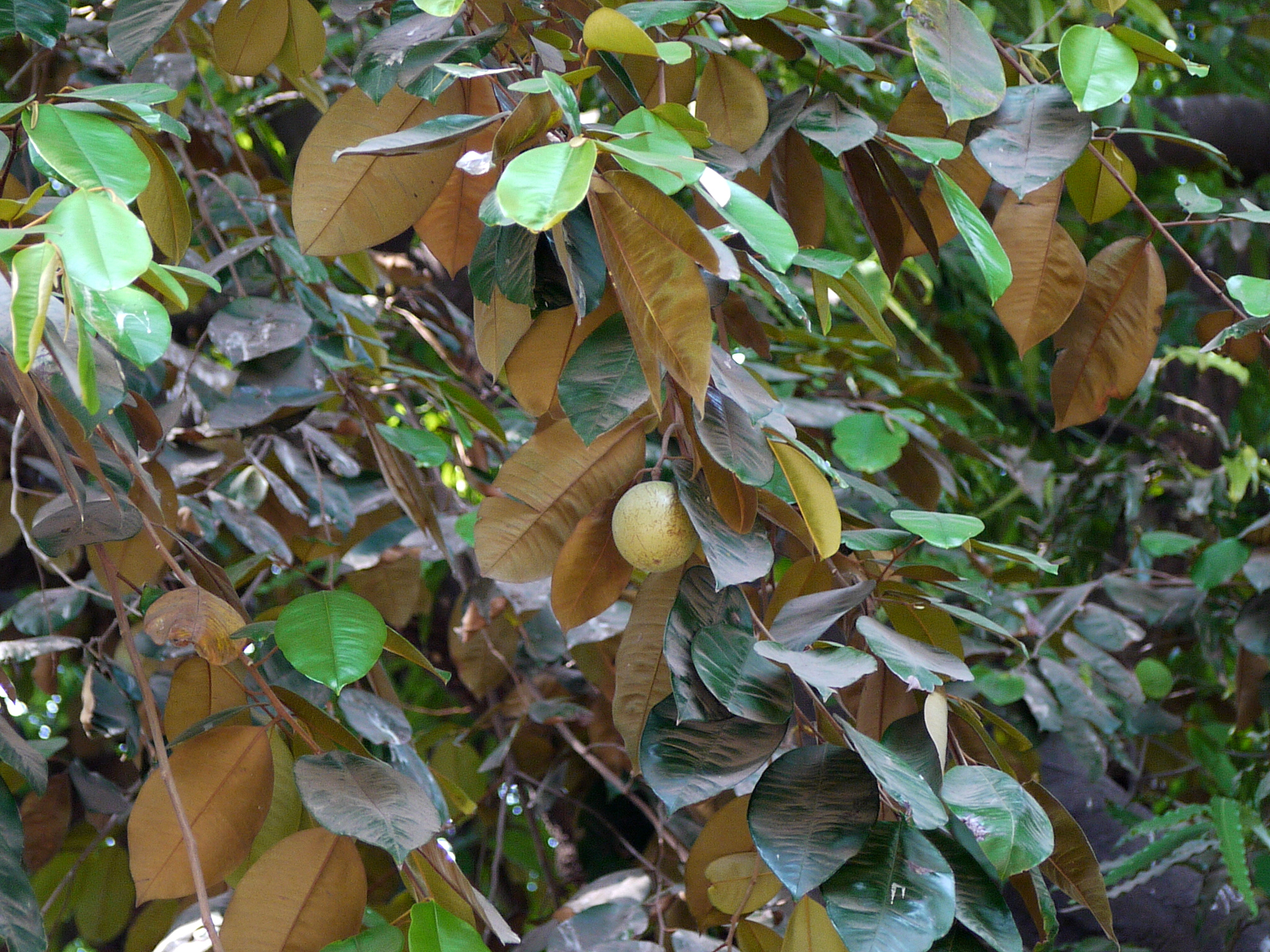
Laubblätter und eine junge Frucht

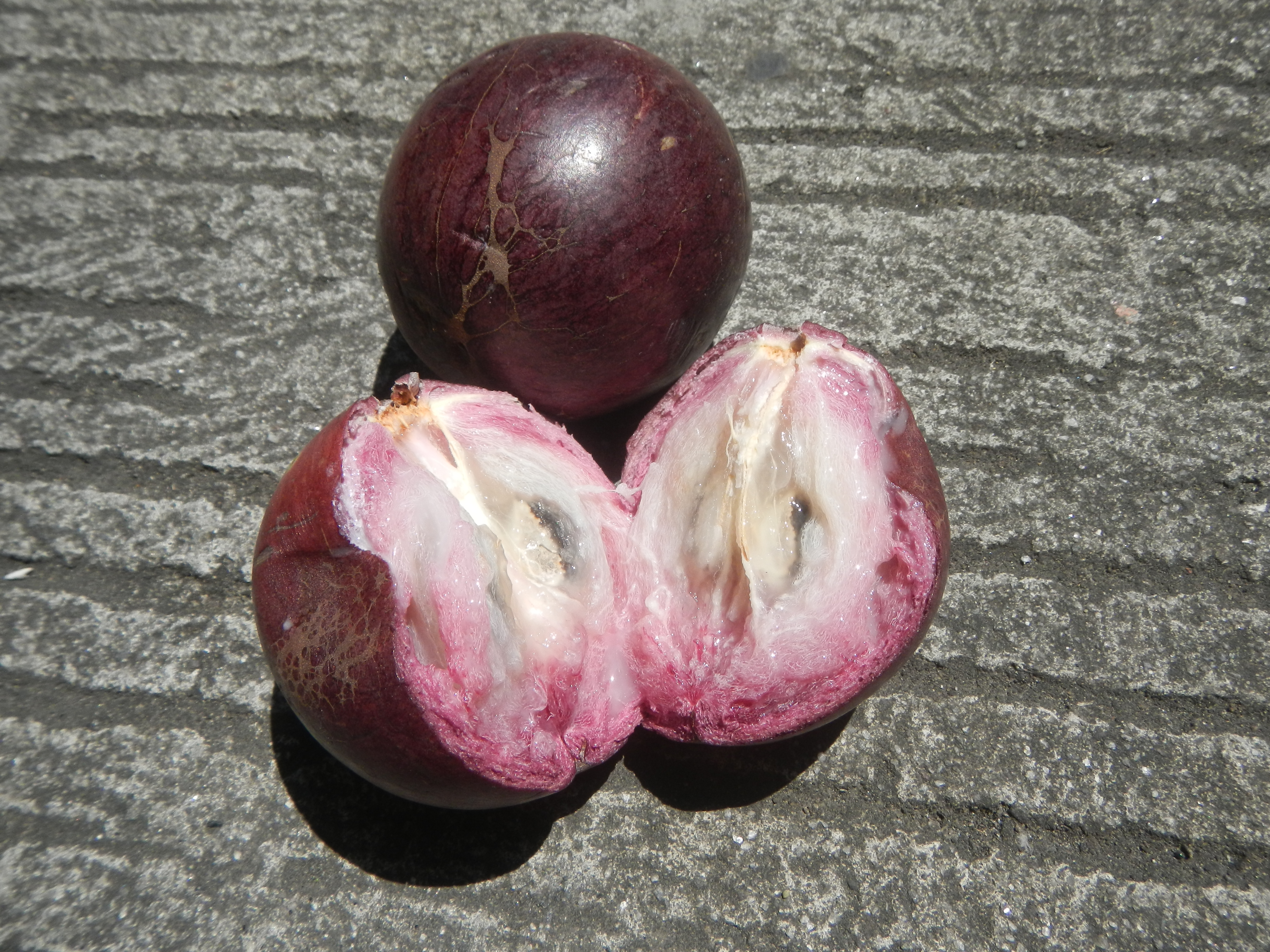
Reife Frucht

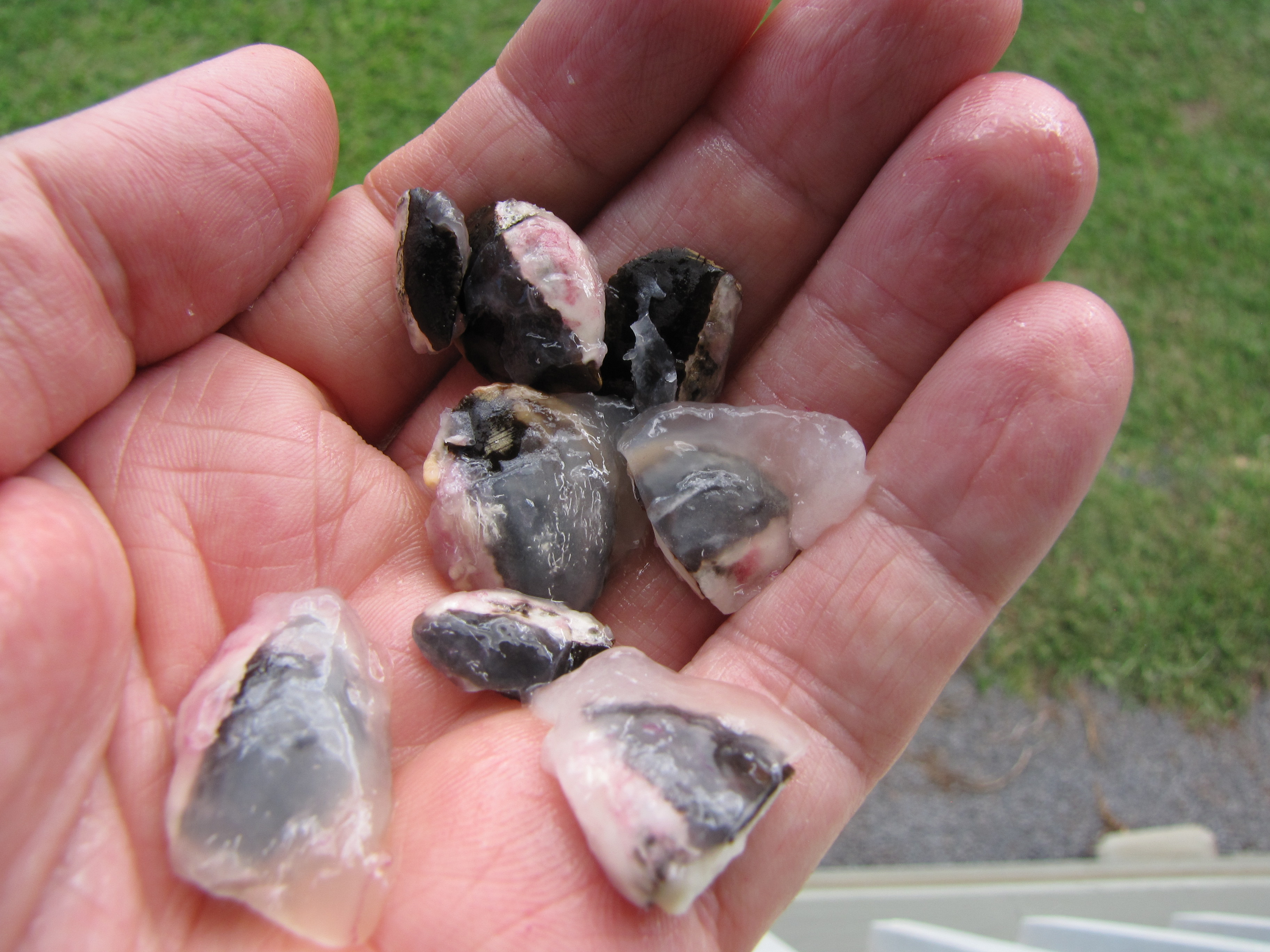
Samen in der membranösen Hülle

Chrysophyllum cainito oder der Sternapfel, auch (Gemeines) Goldblatt und (Gemeiner) Sternapfelbaum genannt, ist ein Baum in der Familie der Sapotengewächse aus Zentralamerika und der Karibik.

## Beschreibung

### Vegetative Merkmale
Chrysophyllum cainito wächst als immergrüner Baum bis 15–20 Meter oder mehr hoch. Die Borke ist relativ glatt bis leicht rissig, schuppig oder abblätternd und bräunlich-gräulich und es sind Wurzelanläufe am Stamm vorhanden. Die jüngeren Zweige sind rostig behaart. Der Baum führt einen Milchsaft.
Die einfachen, wechselständigen, ledrigen und festen, steifen Laubblätter sind kurz gestielt. Der kräftige Blattstiel ist etwa 1–1,5 Zentimeter lang und sehr kurz rostig behaart. Die Blätter sind ganzrandig, eiförmig, -lanzettlich bis elliptisch, lanzettlich oder länglich und abgerundet, seltener eingebuchtet oder bespitzt, spitz bis zugespitzt. Sie sind bis etwa 8–15 Zentimeter lang. Die Unterseite ist anfänglich, sehr kurz und dicht rostig bis kupferfarben, seidig behaart, verkahlt später und wird dann fahlgrün, die Oberseite ist glänzend und kahl. Die Nervatur ist fein gefiedert mit einer unterseits dicken und erhabenen Mittelader. Die Nebenblätter fehlen.

### Generative Merkmale
Die achselständigen Blüten erscheinen in größeren Gruppen, gehäuft an den Zweigenden. Die gestielten, zwittrigen Blüten sind meist fünfzählig mit doppelter Blütenhülle. Der dickliche Blütenstiel ist kurz und rostig behaart. Die außen, kurz und rostig behaarten Kelchblätter sind kurz verwachsen mit rundspitzigen und breit-eiförmigen Zipfeln. Die grünlichen Kronblätter sind zu einer kurzen Kronröhre verwachsen mit ausgebogenen, dreieckigen und rundspitzigen, außen, teils rostig behaarten Zipfeln. Die fünf kurzen Staubblätter sitzen oben im Schlund. Der haarige, mehrkammerige Fruchtknoten ist oberständig, mit einer fast sitzenden und scheibenförmigen, gelappten Narbe, mit einem sehr kurzen und breiten Griffel.
Die zur Reife dunkelvioletten, mehrsamigen, und rundlichen Beeren sind 5–10 Zentimeter groß. Sie besitzen eine leicht ledrige, etwas gummige, glatte, relativ dünne und schwach rippige Schale und ein weißlich-violettes, fleischig-saftiges, weiches und süß-saures Fruchtfleisch. Unreife Früchte enthalten noch viel Milchsaft. Es sind bis zu etwa 10 Samen enthalten die Sternförmig angeordnet sind und in einer weißlichen, durchscheinenden und membranös-gelatinösen Hülle liegen. Die eiförmigen bis ellipsoiden, bräunlichen und glatten Samen mit dünner Samenschale sind etwa 1,5–2 Zentimeter lang. Sie haben auf einer Seite eine größere Narbe (Hilum).

## Taxonomie
Chrysophyllum cainito wurde 1753 von Carl von Linné in Species Plantarum Band 1 Seite 192 erstbeschrieben.

## Verwendung
Die Früchte sind essbar, sie werden roh und gekocht verwendet. Die Samen, die Schale und die innere „Rinde“ sind nicht essbar.
Das Holz ist hart und relativ schwer, aber wenig beständig und kann für verschiedene Anwendung und Konstruktionen verwendet werden.